# San Stefano Grand Plaza
Le San Stefano Grand Plaza est un  gratte-ciel construit à Alexandrie en Égypte en 2006. Il est composé d'un immeuble de 135 mètres de hauteur en forme de double arc de cercle. 
Il abrite sur 31 étages des logements, un hôtel de la chaine Four Seasons Hotel et un centre commercial. 
C'est le plus haut immeuble de la ville d'Alexandrie.
Les architectes sont l'agence d'architecture canadienne WZMH Architects et la société Dar Al Handasah.